# CSI: Miami (7. sezona)
Sedma sezona serije CSI: Miami je premijerno prikazana na američkom kanalu CBS 22. rujna 2008., a završila je 18. svibnja 2009. godine.

## Glumačka postava
| Glumac/glumica      | Lik               | Glumi u ep. |
| ------------------- | ----------------- | ----------- |
| David Caruso        | Horatio Caine     | 1 - 25      |
| Emily Procter       | Calleigh Duquesne | 1 - 25      |
| Adam Rodriguez      | Eric Delko        | 1 - 25      |
| Jonathan Togo       | Ryan Wolfe        | 1 - 25      |
| Khandi Alexander    | Alexx Woods       | 1 - 25      |
| Jonathan Togo       | Ryan Wolfe        | 1 - 25      |
| Rex Linn            | Frank Tripp       | 1 - 25      |
| Eva LaRue           | Natalia Boa Vista | 1 - 25      |
| Megalyn Echikunwoke | Tara Price        | 2 - 24      |
| Christopher Redman  | Michael Travers   | 1 - 25      |
| Sofia Milos         | Yelina Salas      | 25          |
| Khandi Alexander    | Alexx Woods       | 14          |

## Epizode
| Ep. u seriji | Ep. u sezoni | Naziv epizode                      | Datum emitiranja |
| --- | ------------ | ---------------------------------- | ---------------- |
| 143 | 1            | "Resurrection"                     | 22.9.2008.       |
| Ekipa za očevid daje sve od sebe da otkrije tko je ustrijelio Horatija. Dokazi s poprišta navode ih da posumnjaju u jednog od najopasnijih ljudi u Miamiju, ali i nekog u svojim redovima. |              |                                    |                  |
| 144 | 2            | "Won't Get Fueled Again"           | 29.9.2008.       |
| Tim istražuje smrt čovjeka koji je zabavom na plaži protrčao zapaljen, pao na pijesak i izgorio. Također upoznaju novu mrtvozornicu Taru Price pa ekipa upotrebljava novu forenzičku tehniku kako bi uspjeli izraditi DNK profil žrtve. U međuvremenu su objavili tjeralicu u nadi da će pronaći jedan auto. Nakon što ga je Calleigh uočila, razvija se potjera poslije koje će plamen progutati jedan od automobila. |              |                                    |                  |
| 145 | 3            | "And How Does That Make You Kill?" | 6.10.2008.       |
| Nakon što je kći Delkove psihoterapeutkinje dr. Marsh ubijena, ekipa za očevid dolazi do zaključka da je ubojica jedan od njezinih roditelja. No budući da doktorica cijeli dan sluša tajne, ekipi nije omogućen pristup njezinoj arhivi te mora smisliti neki drugi način da pronađe ubojicu. Slučaj postaje još zamršeniji i opasniji nakon što joj ukradu sve dosjee, a među njima i Delkove najmračnije tajne. |              |                                    |                  |
| 146 | 4            | "Raging Cannibal"                  | 13.10.2008.      |
| Horatio s timom istražuje kako se romantični izlazak u Evergladesu pretvorio u poprište zločina. Čini se da je žrtva umirala kad je prema paru potrčao muškarac. U razgovoru s čovjekom koji je pokušao pomoći žrtvi otkrivaju da je par ondje bio protuzakonito. Tara u međuvremenu nalazi dokaze koji upućuju na to da je žrtva odgrizla komadić mesa drugog čovjeka, kanibalistički, i ne samo to: komadić ljudskog mesa koji je progutala nosi tetovažu koju Horatio povezuje s ruskom mafijom.                                                                                               |              |                                    |                  |
| 147 | 5            | "Bombshell"                        | 20.10.2008.      |
| Nakon što eksplozija u trendovskom butiku ubije mladu ženu, Ryan otkriva da su na smičak haljine koju je žrtva odijevala bili prikvačeni maleni eksplozivi. Juliju u međuvremenu uhite zbog nevaljanih čekova, ali Horatio smatra da se tu skriva još nešto. U razgovoru s njima ona tvrdi da je potkrada Leonard McBride. H. poslije doznaje da se Kyle svađa sa susjedom i spoznaje da nešto mora poduzeti. |              |                                    |                  |
| 148 | 6            | "Wrecking Crew"                    | 3.11.2008.       |
| William Campbell se sprema svjedočiti protiv Joeyja Saluccija, ali pokaje se i pokušava povući. Eric i Calleigh sastaju se s njime u visokoj zgradi u Miamiju da porazgovaraju o tome, ali razgovor im prekida nezamisliva opasnost: šezdesetmetarska dizalica zabija se u zgradu te pritom ubije Campbella, dovodeći Calleigh i Erica u pogibao. Ryan proživljava strah od visine dok traži kontrolnu prostoriju na dizalici, a Horatio se suprotstavlja starom "prijatelju". |              |                                    |                  |
| 149 | 7            | "Cheating Death"                   | 10.11.2008.      |
| Kad se u hotelu ujutro začula jako glasna glazba, upravitelj je svojim ključem otvorio apartman iz kojeg je dopirala. No ono što su zatekli šokiralo ih je: truplo i djevojku kako leži pokraj njega, tvrdeći da je drogirana. No poslije se prisjeća da je spavala s muškarcem koji je za nju zabunom pomislio da je prostitutka, ali da ga nije ubila ona. Ryan i Delko u međuvremenu odluče prirediti neslanu šalu Tari u mrtvačnici, praveći se da žrtva stoji, no pritom uspijevaju samo potencijalno uništiti dokaze.                                                                       |              |                                    |                  |
| 150 | 8            | "Gone Baby Gone"                   | 17.11.2008.      |
| Kada novorođenče otmu ravno iz majčinih ruku, članovi obitelji toliko je očajnički žele vratiti da se međusobno počinju optuživati zbog otmice. Kad ih otmičari nazovu i zatraže otkupninu za dijete, majka je smjesta pokuša prikupiti, ali Calleigh je uvjeri da će dijete ubiti ako im je preda. Međutim, kad Horatio i Delko dobiju adresu, jednog od otimača zatječu mrtvog. |              |                                    |                  |
| 151 | 9            | "Power Trip"                       | 24.11.2008.      |
| Na ulici je nađena žena ubijena strujom, a ekipa za očevid otkriva da ne postoje nikakvi tragovi da je na tu lokaciju dopremljena. Tara također doznaje da žena nije samo ubijena nego i mučena, što znači da je ubojica sadist. Međutim, slučaj poprima osobnu dimenziju kad Horatio dozna da je s njime povezan pripadnik policije, te je ovaj naposljetku prisiljen vratiti svoju značku i oružje. |              |                                    |                  |
| 152 | 10           | "The DeLuca Motel"                 | 8.12.2008.       |
| U pucnjavi u hotelu u kojem je odsjeo Delko smrtno strada žena, a on je ozlijeđen. Nađeno je još jedno truplo, ali taj smrtni slučaj nema nikakve veze s pucnjavom. Tara kaže da je žrtva mučena i da joj je šaka paljena upaljačem. Također otkriva da je ono što je izgledalo poput metka zapravo ožiljak nastao prilikom inicijacije u bratstvo. Eric se u međuvremenu nalazi s Carmen Delko te njih dvoje vode burnu raspravu o Ericovom lažnom rodnom listu. |              |                                    |                  |
| 153 | 11           | "Tipping Point"                    | 15.12.2008.      |
| Kad čovjeka zakopanog živog ubije dizalica što je prosvrdlala tlo, ekipa za očevid zaključuje da je našla vrlo važan dokaz: srčani odašiljač. Tara s odašiljača uspijeva doznati tko je žrtva bila i vrijeme njezine smrti, ali čudno je što naprava potvrđuje da je žrtva nastrijeljena jedan sat i trideset minuta prije nego što ga je dizalica uistinu ubila. Natalie u međuvremenu razgovara s upraviteljem pogrebnog poduzeća zato što obitelj želi ukopati kćer, ali upravitelj tvrdi da treba više novca.                                                                                 |              |                                    |                  |
| 154 | 12           | "Head Case"                        | 12.1.2009.       |
| Ekipa za očevid pokušava čovjeku vratiti pamćenje nakon što je sav zakrvavljen prošao ulicom. Horatiju kaže da se sjeća kako je nekog ubio, ali ničeg drugog. Frank pokušava doznati odakle je došao te ispituje svjedoke, ali čini se da nitko ne zna. Ekipa poslije uspijeva pronaći poprište zločina gdje je muškarac s amnezijom nekog ubio te razotkriti pravu tajnu ubojstva. |              |                                    |                  |
| 155 | 13           | "And They're Offed"                | 19.1.2009.       |
| Ubojstvo u VIP loži na hipodromu privuklo je pažnju ekipe za očevid. Eric i Calleigh međutim otkrivaju da je stradali muškarac ubijen iz neuobičajenih razloga. Horatio u međuvremenu dozna da je netko od ekipe za očevid postao meta ruske mafije, što dovodi do obračuna koji će glave doći ili forenzičara ili mafijaša. |              |                                    |                  |
| 156 | 14           | "Smoke Gets in Your CSI's"         | 2.2.2009.        |
| Calleigh i Ryan poslani su u kuću da istraže smrt muškarca čije tijelo nalaze na tavanu. Ali kad je netko ušao u kuću i zaključao ih na tavanu, životi forenzičara našli su se u opasnosti nakon što je u kući izbio požar. Iako su jedva uspjeli umaknuti, opasnost i dalje prijeti zato što je Callieigh tek naknadno reagirala na sav dim koji je udahnula. Smjesta su je odvezli u bolnicu gdje joj Alexx i njezin tim pokušavaju pomoći. |              |                                    |                  |
| 157 | 15           | "Presumed Guilty"                  | 9.2.2009.        |
| Calleigh, Natalia i Eric svjedoče protiv muškarca osumnjičenog da je ženu ugušio svojim remenom, ali slučaj kreće neočekivanim smjerom kad Horatio i Tara otkriju da je truplo u mrtvačnici prekriveno zujarama. To sve mijenja i ekipa mora ponovno provesti istragu. Branitelj u međuvremenu počinje podnositi pritužbe protiv ekipe, što njih iživcira, a Ryana primora da preda značku i pištolj. |              |                                    |                  |
| 158 | 16           | "Sink or Swim"                     | 2.3.2009.        |
| Nakon što je par usred zabave oteo jahtu odvjetnika Dereka Powella, uspijeva pobjeći s nakitom svih gostiju, pri čemu smrtno strada Powellova supruga. Ryan, Natalia i policijski odred nalaze jahtu kojom je par došao i sav nestali nakit, ali paru ni traga ni glasa. Eric se u međuvremenu susreće s ocem. |              |                                    |                  |
| 159 | 17           | "Divorce Party"                    | 9.3.2009.        |
| Žena priređuje zabavu da proslavi rastavu, ali sve pođe po zlu nakon što veselje prekine truplo njezina bivšeg muža. Calleigh nalazi konac povezan s mehanizmom okidača, pa smatra da ga je potegnuo netko od gostiju na zabavi te potom otvorio vrata da razotkrije truplo. Horatio se u međuvremenu ponovno sreće s Julijom i Kyleom nakon što se Julia počne čudno ponašati. Kako bi zaštitio Kylea od nje, Horatio ga zaposli u mrtvačnici s Tarom. |              |                                    |                  |
| 160 | 18           | "Flight Risk"                      | 16.3.2009.       |
| Ekipa za očevid istražuje kako je djevojka mogla poginuti, no u tom trenutku putnicima pristiže prtljaga umrljana krvlju. Tim gura kameru niz rampu kuda prtljaga ulazi u aerodromski terminal i stiže na pokretnu vrpcu, te otkriva nekoliko krvavih mrlja s unutrašnje strane rampe. Kyle se u međuvremenu oporavlja na svom novom poslu u mrtvačnici. |              |                                    |                  |
| 161 | 19           | "Target Specific"                  | 23.3.2009.       |
| Mlada žena umalo pogine nakon što joj je netko provalio u kuću, izbo je i ostavio da umre na podu, u iščekivanju hitne pomoći. No opasnost ne jenjava: muškarac se vraća dok Calleigh pretražuje kuću pa joj navlači vrećicu preko glave i pokušava je ugušiti. Horatio u međuvremenu otkriva da je ruska mafija na zub uzela njegov tim, što dovodi do obračuna u kojem je sumnjivac ustrijeljen u glavu. Ryana poslije otmu iz njegovog auta i ekipa se mora požuriti da ga pronađe. |              |                                    |                  |
| 162 | 20           | "Wolfe In Sheep's Clothing"        | 30.3.2009.       |
| Ryana su oteli ljudi koji rade za ruskog mafijaškog šefa Ivana Sarnoffa, ali nakon toga ga puštaju i prisiljavaju da muškarcu podmetne ubojstvo i očisti poprište nakon otmice. Ako odbije, to bi moglo značiti smrtnu presudu za otetog dječaka. Taj je dječak sin Ryanovog nekadašnjeg mentora iz programa za odvikavanje od kockanja, koji je zaslužan za to što je Sarnoff završio iza rešetaka. |              |                                    |                  |
| 163 | 21           | "Chip/Tuck"                        | 13.4.2009.       |
| Nakon što je par uznemirila buka glasnog usitnjivača drveta u osam ujutro, muškarac je uzeo video-kameru i ponio je u susjedstvo da njome dokumentira pritužbu zbog buke. No kad je iz usitnjivača šiknula krv, čovjek je postao svjedok ubojstva. Ekipi za očevid izjavljuje da je u stroj upao vrtlar, no kad je koji časak potom vrtlar ušetao na poprište zločina, ekipa je shvatila da ima posla s neidentificiranom žrtvom. Horatio se u međuvremenu hvata ukoštac sa starim neprijateljem za kojeg je mislio da je mrtav, Ronom Sarisom, a čini se da je u opasnost doveo i Julijin život. |              |                                    |                  |
| 164 | 22           | "Dead on Arrival"                  | 27.4.2009.       |
| Ekipa za očevid istražuje kako se reality show o parovima mogao pretvoriti u poprište zločina u trenutku kad se samac spremio zaprositi jednu od dvije preostale žene, ali na kraju mu je u ruci ostala samo njezina šaka, dok su nju mrtvu našli u limuzini. Tim otkriva da se ubojica uvukao u limuzinu dok je vozač bio na pauzi i u želudac joj gurnuo veliku kocku leda. Kyle u međuvremenu vidi Taru kako u mrtvačnici uzima tabletu i ne vjeruje joj kad mu kaže da je to bio aspirin. |              |                                    |                  |
| 165 | 23           | "Collateral Damage"                | 4.5.2009.        |
| Nakon što u restoranu u Miamiju eksplodira granata, tim istragu usredotočuje na obitelj koja je slavila očev rođendan. Horatio i Natalia također razgovaraju s konobaricom koja je obitelj posluživala, no njoj je djecu oduzela socijalna služba te je prisiljena šutjeti pred policijom. Truplo jednog od članova obitelji dospijeva u mrtvačnicu na obdukciju, ali kad je iz džepa ispala i eksplodirala još jedna granata, ugrozila je Ryanov, Tarin i Kyleov život. |              |                                    |                  |
| 166 | 24           | "Dissolved"                        | 11.5.2009.       |
| Ron Saris ponovno ide protiv zakona: ovaj je put bacio čovjeka u bazen u kojem se ovaj živ skuhao. Horatio i Eric poslije doznaju da je bazen bio napunjen kiselinom. Ryan u međuvremenu nalazi Tarine tablete i prijavljuje to Horatiju, a ovaj je, međutim, zabrinut za Julijin život koji izmiče kontroli. Sve kulminira u mrtvačnici gdje Julia Ryana, Kylea i Taru uzima za taoce. |              |                                    |                  |
| 167 | 25           | "Seeing Red"                       | 18.5.2009.       |
| Kad se Ivan Sarnoff razboli u zatvoru, kolima hitne pomoći prebacuju ga u bolnicu. No kola napadnu i ona se zabiju u vlak, a Ivan bježi. Dok ostatak tima istražuje gdje je, Calleigh pokušava spriječiti Erica da pomogne svom opasnom ocu, ali Eric to svejedno čini i pritom u opasnost dovodi vlastiti život. Ivan u međuvremenu otima Yelenu, a Horatio je pokušava spasiti. |              |                                    |                  |